# Prunișor
Prunișor (in ungherese Kertes) è un comune della Romania di 2278 abitanti, ubicato nel distretto di Mehedinți, nella regione storica dell'Oltenia. 
Il comune è formato dall'unione di 15 villaggi: Arvătești, Balota, Bâltanele, Cervenița, Dragotești, Fântâna Domnească, Ghelmegioaia, Gârnița, Gutu, Igiroasa, Lumnic, Mijarca, Prunaru, Prunișor, Zegaia.